# Antonio Milić
Antonio Milić (Split, 10. ožujka 1994.) hrvatski je nogometaš. Trenutačno je član poljskog kluba Lech Poznań.

## Klupska karijera

### Hajduk Split

#### 2011./12.
Kao jednom od najboljih proizvoda Hajdukove akademije tadašnji trener Krasimir Balakov mu je odlučio pružiti šansu da se izbori za dres prve momčadi, pa je tako Milić upisao svoje prve minute za prvu momčad u utakmici Kupa Hrvatske protiv Jadran Gunje, a prvi ligaški nastup je dočekao s klupe 26. studenoga 2011., u 2:1 pobjedi protiv Šibenika, u dobi od samo 17 godina, 8 mjeseci i 16 dana. Do kraja te sezone on je ostvario samo još jedan nastup, također s klupe, ali je nastupio u dvije kup utakmice protiv Zagreba. Nakon što je Krasimir Balakov napustio Hajduk, novi trener je postao Mišo Krstičević. Budući da je Krstičević vodio Hajdukov juniorski tim, dobro je znao kako iskoristiti Milićev talent za sljedeću sezonu. U lipnju 2012. Antonio je s Hajdukom osvojio hrvatsko juniorsko prvenstvo.

#### 2012./13.
U sezoni 2012./13. počeo je kao standardni član prve momčadi. Trener Mišo Krstičević mu je promijenio poziciju u momčadi te ga je iz zadnje linije prebacio srednji red, točnije na poziciju zadnjeg veznog gdje je u prvom dijelu sezone igrao u paru s Josipom Radoševićem. Odigrao je značajnu ulogu u velikoj pobjedi od 2:0 nad Interom na San Siru u trećem kolu kvalifikacija za UEFA Europska liga 2012./13. On je pokazao veliki talent dok je igrao u Prvoj HNL, a mnogi stručnjaci smatraju da će postati vodeći hrvatski branič. Tijekom zimskih priprema Hajduka je pretrpio ozljedu koja ga je držala izvan terena za gotovo 2 mjeseca, ali se vratio i pomogao svojoj momčadi da dođe do finala kupa 2012./13. postigavši gol u utakmici protiv Slaven Belupa na Poljudu. U svibnju 2013. Antonio je potpisao novi ugovor s Hajdukom koji će ga zadržati u klubu do ljeta 2015. U svibnju 2013. s Hajdukom je osvojio Hrvatski kup.
Statistika u Hajduku
| Natjecanje        | Nastupi | Zgoditci |
| ----------------- | ------- | -------- |
| Prvenstvo         | 57      | 7        |
| Kup               | 10      | 2        |
| Superkup          | 1       | 0        |
| Međunarodne       | 9       | 0        |
| Splitski podsavez | 0       | 0        |
| Ukupno            | 77      | 9        |
| Prijateljske      | 29      | 3        |
| Sveukupno         | 106     | 12       |

### Klupski uspjesi
Hajduk Split
- Hrvatski nogometni kup (1): 2012./13.

Lech Poznań
- Ekstraklasa (2):  2021./22., 2024./25.

## Vanjske poveznice
- Profil na soccerway.com
- Profil na transfermarkt.com